# Sulgi

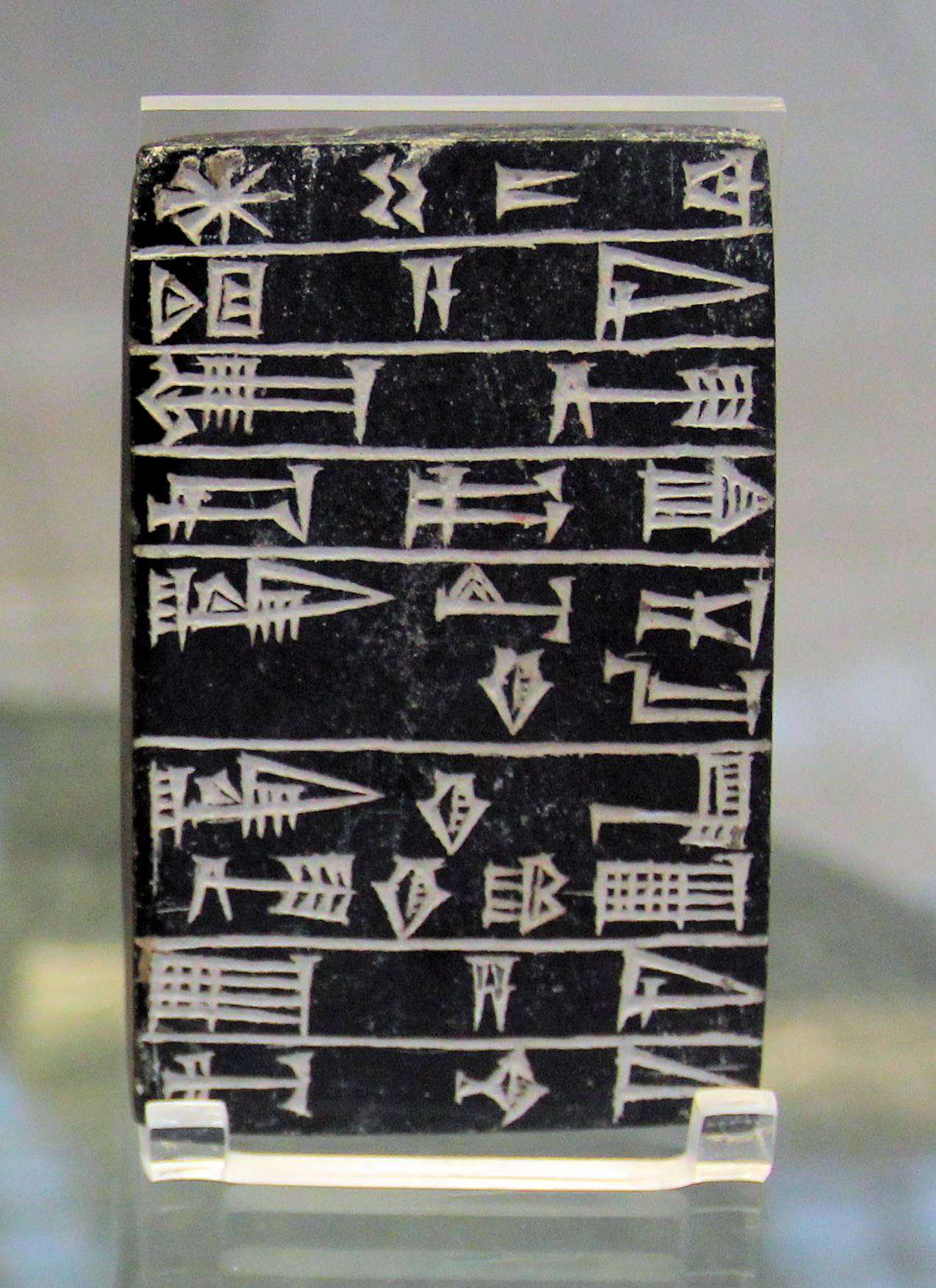
Tabuleta da Fundação, Reinado de Sulgi, Templo de Dintaba em Ur. O nome Sulgi (𒂄𒄀) aparece na terceira linha

Sulgi, Xulgi, Shulgi (em sumerograma: 𒀭𒂄𒄀, transc.: dŠulgi, anteriormente lido como Dungi) foi o segundo rei da Terceira Dinastia de Ur durante o chamado Renascimento Sumério, reinou no período que se estendeu entre 2 095 e 2 049 a.C.. Foi antecedido no trono por sei pai Ur-Namu e sucedido por Amar-Sim. Sua principal realização foi a conclusão da construção do grande Zigurate de Ur, iniciada por seu pai.

## Vida
Sulgi era filho de Ur-Namu, rei de Ur, e segundo um texto posterior (CM 48), sua mãe foi Uatartum, filha do antigo rei Utuegal de Uruque - e era membro da Terceira Dinastia de Ur. Todos os nomes de ano são conhecidos nos 48 anos de seu reinado, fornecendo uma visão bastante completa dos destaques de seu reinado. Foi responsável por uma extensa revisão do currículo da escola de escribas. Embora não esteja claro o quanto realmente escreveu, existem inúmeros poemas de louvor escritos e/ou dirigidos a esse governante. Se proclamou um deus em seu 23º ano de reinado. (Or 54 302)
Algumas das primeiras crônicas sobre a dinastia criticam Sulgi por ser impiedoso: a Crônica Weidner afirma que "não realizou seus ritos à risca, contaminou seus rituais de purificação". As Crônicas da Babilônia o acusam de adulterar inadequadamente os ritos, compondo "estelas inverídicas, escritos insolentes". Já as Crônicas dos Primeiros Reis o acusam de "tendências criminosas, e que só conseguiu a posse da Esagila na Babilônia através de espólio".
No 18º ano de seu reinado que tinha como nome de ano Liuir-Mitasu, uma de suas filhas se tornou senhora de Marasi, um país ao leste de Elão ao se casar com seu rei, Libanuquesabas.
Embora Der (Durum) tenha sido uma das cidades-estado com quem negociara na primeira parte de seu reinado, em seu vigésimo ano (2 076 a.C.) Sulgi afirmou que os deuses haviam decidido deveria ser destruída, aparentemente como punição. As inscrições afirmam que ele "colocou suas contas de campo em ordem" com o machado.
Entre os anos 26 e 45 anos de seu reinado Sulgi se envolveu em um período de expansionismo sobre os montanheses da cordilheira de Zagros como a conquista de Lulubia, e destruição de Simurrum (outra tribo da montanha). No seu trigésimo ano de reinado, outra de suas filhas filhas se casou com o governador de Ansã; mas 4 anos depois, no seu 34º ano ano de reinado, Sulgi já estava lançando uma campanha punitiva contra a cidade. Também destruiu Quimas e Humurtu (cidades ao leste de Ur, que pertenciam aos elamitas) em apenas um dia, no 45º ano de seu reinado. Por fim, Sulgi nunca foi capaz de governar nenhum desses povos distantes; e mais ainda no seu 37º ano de reinado, foi obrigado a construir um grande muro ao redor de suas terras para manter afastados grupos de pastores semi-nômades amoritas.
Sua rainha enérgica e ativa chamada Abisinti, era de uma nobre família semítica. Viveu mais do que Sulgi e continuou como rainha viúva sob os três sucessores de Sulgi, dois dos quais pelo menos – Su-Sim e Ibi-Sim – tinham nomes semíticos, o outro foi Amar-Sim. Sulgi foi sucedido por seu filho Amar-Sim, que governou apenas por nove anos, mas conseguiu manter o controle da Suméria e de suas províncias, incluindo o distante Assur, ao norte.